# Irina Worobjowa
Irina Nikołajewna Worobjowa, ros. Ирина Николаевна Воробьёва (ur. 30 czerwca 1958 w Leningradzie, zm. 12 kwietnia 2022 w Colorado Springs) – radziecka łyżwiarka figurowa startująca w parach sportowych z Aleksandrem Własowem, a następnie z Igorem Lisowskim. Uczestniczka igrzysk olimpijskich (1976), mistrzyni (1981) i wicemistrzyni świata (1977), mistrzyni (1981) i dwukrotna wicemistrzyni Europy (1977, 1979) oraz mistrzyni Związku Radzieckiego (1976).
Po zakończeniu kariery sportowej została trenerką łyżwiarstwa w Colorado Springs. Zmarła nagle w wieku 64 lat.

## Osiągnięcia

### Z Aleksandrem Własowem
| Zawody                           | 71–72          | 72–73          | 73–74          | 74–75          | 75–76          | 76–77          |                |                |                |                |                |                |                |                |                |                |                |
| Międzynarodowe                   | Międzynarodowe | Międzynarodowe | Międzynarodowe | Międzynarodowe | Międzynarodowe | Międzynarodowe | Międzynarodowe | Międzynarodowe | Międzynarodowe | Międzynarodowe | Międzynarodowe | Międzynarodowe | Międzynarodowe | Międzynarodowe | Międzynarodowe | Międzynarodowe | Międzynarodowe |
| -------------------------------- | -------------- | -------------- | -------------- | -------------- | -------------- | -------------- | -------------- | -------------- | -------------- | -------------- | -------------- | -------------- | -------------- | -------------- | -------------- | -------------- | -------------- |
| Igrzyska olimpijskie             |                |                |                |                | 4              |                |                |                |                |                |                |                |                |                |                |                |                |
| Mistrzostwa świata               |                |                | 6              | 4              | 3              | 2              |                |                |                |                |                |                |                |                |                |                |                |
| Mistrzostwa Europy               |                |                |                |                | 3              | 2              |                |                |                |                |                |                |                |                |                |                |                |
| Prize of Moscow News             |                | 1              |                |                | 2              |                |                |                |                |                |                |                |                |                |                |                |                |
| Krajowe                          |                |                |                |                |                |                |                |                |                |                |                |                |                |                |                |                |                |
| Mistrzostwa Związku Radzieckiego | 2              |                | 3              |                | 1              | 2              |                |                |                |                |                |                |                |                |                |                |                |

### Z Igorem Lisowskim
| Zawody                           | 78–79          | 79–80          | 80–81          | 81–82          | 82–83          |                |                |                |                |                |                |                |                |                |                |                |                |
| Międzynarodowe                   | Międzynarodowe | Międzynarodowe | Międzynarodowe | Międzynarodowe | Międzynarodowe | Międzynarodowe | Międzynarodowe | Międzynarodowe | Międzynarodowe | Międzynarodowe | Międzynarodowe | Międzynarodowe | Międzynarodowe | Międzynarodowe | Międzynarodowe | Międzynarodowe | Międzynarodowe |
| -------------------------------- | -------------- | -------------- | -------------- | -------------- | -------------- | -------------- | -------------- | -------------- | -------------- | -------------- | -------------- | -------------- | -------------- | -------------- | -------------- | -------------- | -------------- |
| Mistrzostwa świata               | 4              |                | 1              | 5              |                |                |                |                |                |                |                |                |                |                |                |                |                |
| Mistrzostwa Europy               | 2              |                | 1              | 3              |                |                |                |                |                |                |                |                |                |                |                |                |                |
| NHK Trophy                       |                | 1              |                |                | 2              |                |                |                |                |                |                |                |                |                |                |                |                |
| Prize of Moscow News             | 3              | 1              | 1              |                |                |                |                |                |                |                |                |                |                |                |                |                |                |
| Krajowe                          |                |                |                |                |                |                |                |                |                |                |                |                |                |                |                |                |                |
| Mistrzostwa Związku Radzieckiego | 3              | 2              | 2              | 3              | 5              |                |                |                |                |                |                |                |                |                |                |                |                |

## Nagrody i odznaczenia
- Mistrz sportu ZSRR klasy międzynarodowej[1]